# Болтон
Бо́лтон (англ. Bolton) — місто у Великій Британії, у графстві Великий Манчестер, розташоване за 16 км на північний захід від Манчестера. Населення міста — 193 403 мешканців (2001)., населення агломерації — 262 400 мешканців (2001).
Місто має залізничний вузол. Болтон був великим центром текстильної (бавовняної) промисловості (припинила існування у 1980-х ). Розвинуті машинобудування, хімічна, шкіряна промисловість. В районі Болтона працювали кам'яно-вугільні шахти.
Місто відоме футбольним клубом Болтон Вондерерз.

## Зовнішні зв'язки

### Міста-побратими
- Франція, Ле-Ман, з 1967 року
- Німеччина, Падерборн, з 1975 року

## Відомі особистості
У місті народились:
- Семюел Кромптон (1753-1827) — англійський винахідник, піонер прядильної промисловості.
- Ві́льям Ла́сселл (1799-1880) — англійський астроном.
- Амір Хан (*1986) — англійський професійний боксер.